# Jan Muršak
Jan Muršak, född 20 januari 1988 i Maribor, Jugoslavien, i nuvarande Slovenien, är en slovensk professionell ishockeyspelare som spelar för Frölunda HC i SHL. Han har tidigare spelat för Detroit Red Wings i NHL och Torpedo Nizhny Novgorod, HK CSKA Moskva och Amur Khabarovsk i KHL samt på lägre nivå för Grand Rapids Griffins i AHL.
Muršak blev draftad av Detroit Red Wings i den sjätte rundan i 2006 års draft som nummer 182 totalt.
3 januari 2018 skrev han på för Frölunda HC i SHL.
Han deltog i OS 2018 för Slovenien där han var lagkapten samt noterades för 3 mål och 3 assist på fyra matcher. 
11 april 2018 lämnade Muršak Frölunda för schweiziska toppklubben SC Bern. 

Efter två säsonger i SC Bern och NLA så återvände Muršak till Frölunda, vilket bekräftades den 24 mars 2020. 

## Klubbar
- HDK Maribor Moderklubb–2005
- HC Mountfield České Budějovice 2005–2006
- Saginaw Spirit 2006–2008
- Grand Rapids Griffins 2007, 2008–2013
- Belleville Bulls 2007–2008
- Detroit Red Wings 2010–2013
- HDD Olimpija Ljubljana 2012–2013 (Lockout)
- HC Amur Chabarovsk 2013–2014
- HK CSKA Moskva 2014–2017
- Torpedo Nizhny Novgorod 2017
- Frölunda HC 2017
- SC Bern 2017-2020
- Frölunda HC 2020